# Alpedroches
Alpedroches es una pedanía de Atienza, en la provincia de Guadalajara, en la comunidad autónoma de Castilla-La Mancha. Se encuentra prácticamente despoblado en la mayor parte del año. Hay en su término una cantera a cielo abierto de andesita. Se sitúa en la ruta de la Lana.

## Historia
A mediados del siglo XIX, el lugar, por entonces con ayuntamiento propio, contaba con una población censada de 105 habitantes. La localidad aparece descrita en el segundo volumen del Diccionario geográfico-estadístico-histórico de España y sus posesiones de Ultramar de Pascual Madoz de la siguiente manera:

ALPEDROCHES: l. con ayunt. de la prov. de Guadalajara (12 leg.), adm. de rent. y dióc. de Sigüenza (5), part. jud. de Aticnza (1), aud. terr. y c. g. de Madrid (22): sit. al S. sobre una pequeña lastra, cercado del huertos, prados y muchas arboledas; de sano clima, aunque batido del N.; con 38 casas de mala construccion, entre las que se encuentra la de ayunt. que también sirve de cárcel provisional; hay escuela de primera educacion para niños y niñas, á la que concurren 12 de aquellos y 8 de estas; el maestro está dotado con 20 fan. de trigo por esto concepto y los de sacristan y secretario de ayunt. que también desempeña; igl. parr., (Ntra. Sra. de la Asuncion); en lo mas elevado de la pobl. se halla una fuente no muy abundante, pero de buena calidad, de la que se sirven los vec, y con el sobrante riegan algunos huertos aunque casi todos tienen pozos con buenos manantiales, y en los afueras varias fuentecitas de aguas muy buenas. Confina el térm. por N. con Tordelloso y Cañamares, E. con el desp. de Matamala, S. con Miedes y desp. de Torrubia, y O. con Miedes y Cañamares, dist. 1/4 á 1/2 leg.: el terreno es de secano de mediana calidad: los caminos son de pueblo á pueblo, en regular estado: el correo se recibe de Guadalajara por medio de balijero: prod.: trigo, cebada, centeno, avena, garbanzos, bisaltos, algarrobas, yeros, patatas, cáñamo y hortaliza; se cria ganado lanar ordinario, vacuno, mular y asnal, constituyendo la principal riqueza los dos primeros: pobl.: 25 vec.: 105 alm.: cap. prod.: 383,340 rs.: imp.: 34,500 contr.: 4,562 rs. 23 mrs.: presupuesto municipal: 600 rs., se cubre con 20 rs.de arbitrios y repartimiento vecinal.
(Madoz, 1845, p. 195)

El municipio de Alpedroches desapareció en 1975, al ser incorporado junto con el de Madrigal al término municipal de Atienza.

## Demografía
| Gráfica de evolución demográfica de Alpedroches entre 1842 y 1970 |
| |
| Población de derecho según los censos de población del INE Población de hecho según los censos de población del INEEntre el censo de 1857 y el anterior, crece el término del municipio porque incorpora a Casillas Entre el censo de 1981 y el anterior, este municipio desaparece porque se integra en el municipio Atienza |

## Patrimonio
- Iglesia parroquial de Nuestra Señora de la Asunción.[1]